# Platyrrhinus masu
Platyrrhinus masu (Velazco, 2005) è un pipistrello della famiglia dei Fillostomidi diffuso nell'America meridionale.

## Descrizione

### Dimensioni
Pipistrello di medie dimensioni, con la lunghezza totale tra 70 e 82 mm, la lunghezza dell'avambraccio tra 47 e 51 mm, la lunghezza del piede tra 12 e 15 mm, la lunghezza delle orecchie tra 17 e 20 mm e un peso fino a 33 g.

### Aspetto
La pelliccia è di lunghezza media con i singoli peli tricolori. Le parti dorsali sono marroni scure, con una larga striscia dorsale bianca che si estende dalla zona tra le spalle fino alla groppa, mentre le parti ventrali sono grigiastre. Il muso è corto e largo. La foglia nasale è ben sviluppata e lanceolata, con la porzione anteriore parzialmente saldata al labbro superiore. Due strisce giallo-brunastre sono presenti su ogni lato del viso, la prima si estende dall'angolo esterno della foglia nasale fino a dietro l'orecchio, mentre la seconda parte dell'angolo posteriore della bocca e termina alla base del padiglione auricolare. Una lunga vibrissa è presente su ogni guancia. Le orecchie sono larghe, triangolari, ampiamente separate e con diverse pieghe molto marcate sulla superficie interna. Il trago è piccolo ed appuntito. Le ali sono attaccate posteriormente alla base dell'alluce. I piedi sono ricoperti di peli densi e lunghi. È privo di coda. L'uropatagio è ridotto ad una sottile membrana lungo la parte interna degli arti inferiori, con il margine libero densamente frangiato e a forma di U rovesciata. Il calcar è corto.

## Biologia

### Comportamento
Si rifugia nel denso fogliame.

### Alimentazione
Si nutre di frutta.

## Distribuzione e habitat
Questa specie è diffusa lungo il versante andino orientale del Perù e della Bolivia.
Vive nelle foreste tra 600 e 2.500 metri di altitudine.

## Conservazione
La IUCN Red List, considerato il vasto areale e la popolazione presumibilmente numerosa, classifica P.masu come specie a rischio minimo (Least Concern)).